# Procerocymbium jeniseicum
Procerocymbium jeniseicum is een spinnensoort in de taxonomische indeling van de hangmatspinnen (Linyphiidae).
Het dier behoort tot het geslacht Procerocymbium. De wetenschappelijke naam van de soort werd voor het eerst geldig gepubliceerd in 2001 door Yuri M. Marusik & Koponen.